# Abando

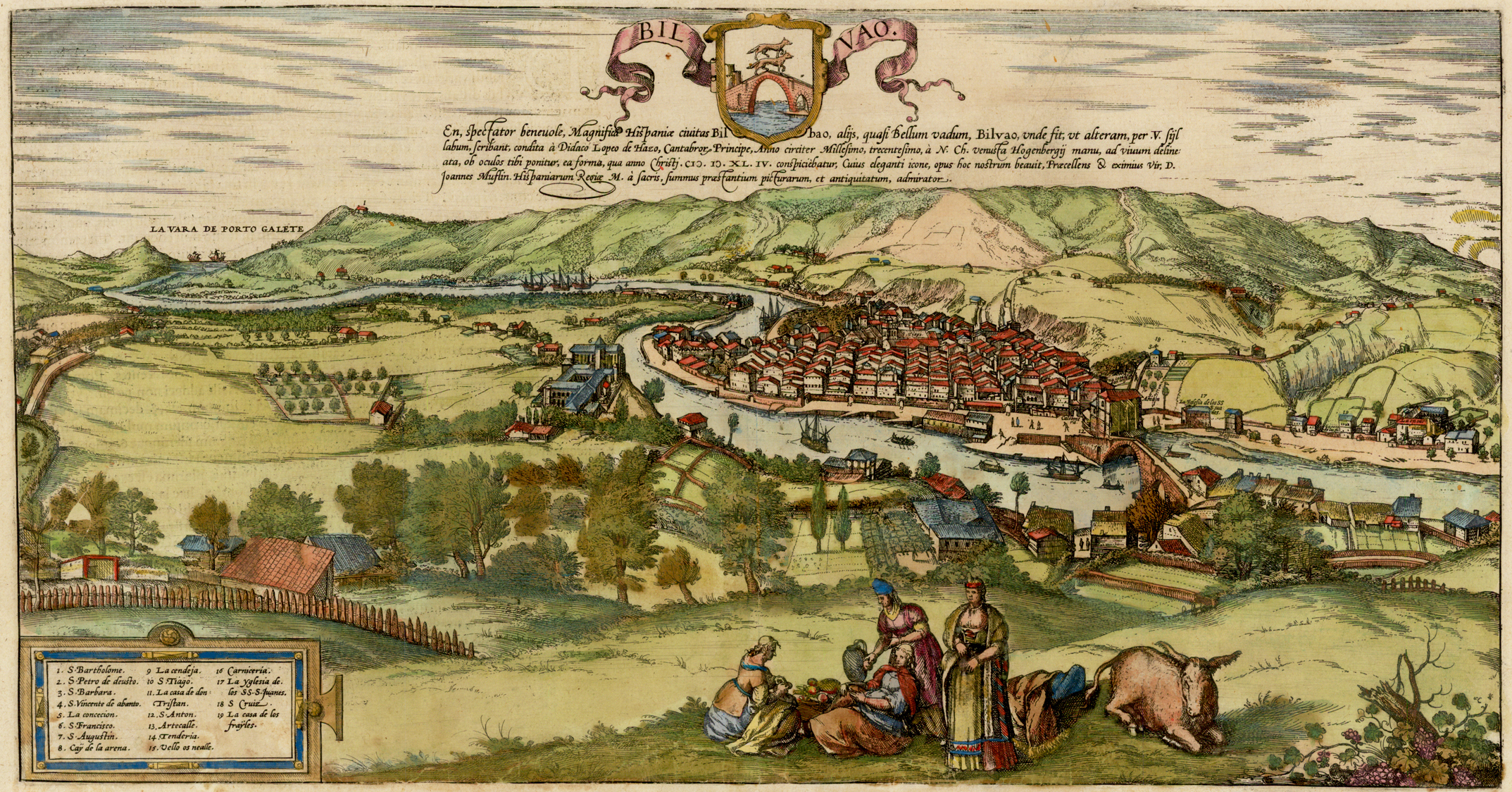
Vista de Bilbao (a la derecha de la imagen) y de Abando (en el centro de la imagen) en 1575

Abando es el distrito número 6 de Bilbao (España). Es el único distrito con todo su territorio construido y ocupa el centro económico y financiero de la ciudad. Es el distrito más rico de la ciudad con una renta per cápita individual superior a 40 000 € anuales. Se divide en los barrios de Abando e Indauchu.
Fue anteiglesia y municipio de la provincia de Vizcaya, con el asiento y voto 34 en las Juntas Generales de Vizcaya. La anexión a Bilbao se produjo en dos momentos: una anexión parcial en 1870 y el resto del municipio en 1890.
El distrito alberga numerosos lugares de interés como la plaza de Federico Moyúa, la sede de la Diputación Foral de Vizcaya, la bolsa de Bilbao, el edificio del Banco de España en Bilbao, el palacio Chávarri, el museo Guggenheim de Bilbao o el museo de Bellas Artes de Bilbao. 

## Historia
En el año 1300, se fundó Bilbao en parte de los terrenos de las anteiglesias de Begoña y de Abando, que perdió el barrio de Bilbao La Vieja, pero conservó la mayor parte de su extensión hasta el siglo XIX.
En el siglo XVIII, Abando era la anteiglesia con mayor población de Vizcaya ("351 fogueras" y "2100 personas de comunión", según Historia General de Vizcaya, escrita en 1793 por Juan Ramón de Iturriza y Zabala). Esta población se repartía en caseríos dispersos dedicados a la agricultura y ganadería. Los únicos núcleos de población densa se encontraban en las proximidades de Bilbao La Vieja, el convento imperial de San Francisco y los astilleros situados al borde de la ría. Constaba de las barriadas de Bilbao la Vieja, Ibarra, Mena-Urizar-Larrasquitu, Elejabarri, Olaveaga, Zorroza e Ibaizábal.
La falta de espacio para la expansión de la creciente capital vizcaína propició que en 1870 una parte de Abando fuera anexionada por Bilbao. El gran ensanche de Bilbao se realizó a partir de 1876 en terrenos de Abando, por lo que el actual centro de la ciudad de Bilbao se asienta en lo que antiguamente fue terreno de Abando. La anexión del resto de Abando se produjo en 1890.
En 1881, murió a la edad de 691 años el conocido como «Árbol de Arbieta» o más comúnmente como «árbol gordo», ubicado en la anteiglesia de Abando. Según la tradición fue plantado en 1190 al inaugurarse la iglesia parroquial de San Vicente de Abando. En «La Ilustración Española y Americana» de 1880 apareció una foto del árbol y su historia.
Los distritos bilbaínos 6, 7 y 8, Abando, Recalde y Basurto-Zorroza respectivamente, se asientan sobre lo que era antiguamente el municipio de Abando.
El más famoso lugareño del antiguo Abando fue Sabino Arana, fundador del Partido Nacionalista Vasco y padre del nacionalismo vasco, que nació en esta anteiglesia cuando todavía era un municipio independiente, y vivió el cambio que supuso la anexión y la expansión de Bilbao.

## Geografía humana

### Demografía
| Gráfica de evolución demográfica de Abando entre 1842 y 1887 |
| |
| Población de derecho según los censos de población del INE Población de hecho según los censos de población del INEEntre el censo de 1897 y el anterior, este municipio desaparece porque se integra en el municipio 48020 (Bilbao) |

El distrito tiene una población de 50 903 habitantes y está dividido en dos barrios: Abando e Indauchu, al oeste de la plaza Moyúa este último. Tiene un área de 2,14 km cuadrados y una densidad de población de 23 786 habitantes por km cuadrado. La población del distrito se caracteriza por un perfil socioeconómico medio-alto, puesto que los dos barrios que lo componen son los más ricos de Bilbao. La renta familiar en Abando (72 702 €) e Indautxu (70 795 €) se sitúa muy por encima de la media municipal (41 535 €), según el Anuario Socioeconómico de Bilbao 2016.

### Transporte

#### Autobuses
- Bilbobus: Paradas de Plaza Circular y Plaza Moyúa; conexión con todos los demás distritos; líneas por Abando:

| Línea | Recorrido                       | Frecuencia (minutos) |
| ----- | ------------------------------- | -------------------- |
| 01    | Arangoiti - Plaza Circular      | 15                   |
| 03    | Otxarkoaga - Plaza Circular     | 10                   |
| 10    | Elorrieta - Plaza Circular      | 15                   |
| 13    | Txurdinaga - San Inazio         | 12                   |
| 18    | San Inazio - Zorrotza           | 15                   |
| 26    | Uribarri - Termibús             | 14                   |
| 30    | Txurdínaga - Miribilla          | 15                   |
| 40    | Santutxu - Plaza Circular       | 12                   |
| 50    | Buya - Plaza Circular           | 60                   |
| 56    | La Peña - Plaza Sagrado Corazón | 10                   |
| 58    | Monte Caramelo - Atxuri         | 15                   |
| 62    | Termibús - Arabella             | 20                   |
| 71    | Miribilla - San Inazio          | 15                   |
| 72    | Larraskitu - Castaños           | 12                   |
| 75    | San Adrián - Atxuri             | 15                   |
| 76    | Artazu/Xalbador - Plaza Moyúa   | 20                   |
| 77    | Peñascal - Mina del Morro       | 12                   |
| 85    | Siete Campas - Atxuri           | 20                   |
| A1    | Asunción - Plaza Circular       | 60                   |
| A2    | Solokoetxe - Plaza Circular     | 30                   |
| A3    | Olabeaga - Moyua                | 30                   |
| A5    | Prim - Plaza Circular           | 30                   |

Servicio Nocturno Gautxori:
| Línea | Recorrido                             | Frecuencia (minutos) |
| ----- | ------------------------------------- | -------------------- |
| G1    | Arabella - Plaza Moyúa                | 30                   |
| G2    | Otxarkoaga - Plaza Circular           | 30                   |
| G3    | Larraskitu - Plaza Circular           | 30                   |
| G4    | La Peña - Plaza Circular              | 30                   |
| G5    | San Adrián/Miribilla - Plaza Circular | 30                   |
| G6    | Altamira/Zorrotza - Plaza Circular    | 30                   |
| G7    | Mina del Morro - Plaza Circular       | 30                   |
| G8    | Arangoiti - Plaza Circular            | 30                   |

- Bizkaibus: conexión con Alto Nervión, Margen Izquierda y duranguesado; paradas de estación de estación de Abando-Indalecio Prieto, y Gran Vía.

#### Ferrocarriles
- Estación de Abando-Indalecio Prieto
  - Renfe Larga Distancia
  - Renfe Cercanías Bilbao

| Línea | Recorrido                 | Duración viaje (minutos) |
| ----- | ------------------------- | ------------------------ |
| C-1   | Bilbao-Abando - Santurtzi | 22                       |
| C-2   | Bilbao-Abando - Muskiz    | 35                       |
| C-3   | Bilbao-Abando - Orduña    | 45                       |

- Estación de Abando
- Estación de Moyua
- Estación de Indautxu
  - Metro de Bilbao

| Línea | Recorrido             | Duración viaje (minutos) |
| ----- | --------------------- | ------------------------ |
| L1    | Etxebarri - Plentzia  | 47                       |
| L2    | Etxebarri - Santurtzi | 35                       |

- Parada de Abando
- Parada de Pío Baroja
- Parada de Uribitarte
- Parada de Guggenheim
- Parada de Abandoibarra
- Parada de Euskalduna
- Parada de Sabino Arana
  - Euskotren Tranbia

| Línea | Recorrido                  | Duración viaje (minutos) |
| ----- | -------------------------- | ------------------------ |
| A     | Bilbao-Atxuri - La Casilla | 22                       |

- Estación de Bilbao-Concordia
  - Renfe Cercanías AM
  - Renfe Cercanías Bilbao

| Línea | Recorrido                                                          | Duración viaje (minutos) |
| ----- | ------------------------------------------------------------------ | ------------------------ |
| C-4   | Bilbao-Concordia - Balmaseda                                       | 60                       |
| R-3   | Bilbao-Concordia - Santander                                       | 180                      |
| R-3b  | Bilbao-Concordia - Carranza                                        | 74                       |
| R-4   | Bilbao-Concordia - La Robla (León)                                 | 475                      |
| T-1   | Transcantábrico Galicia - Asturias - Cantabria - País Vasco - León | n/a                      |

## Principales equipamientos culturales
- Museo de Bellas Artes de Bilbao
- Museo Guggenheim Bilbao
- Palacio Euskalduna
- Teatro Campos Elíseos
- La Alhóndiga
- Torre Iberdrola
- Itsasmuseum Bilbao
- Zubizuri
- Isozaki Atea
- Estación de Abando Indalecio Prieto